# .kr
.kr은 대한민국의 국가 코드 최상위 도메인이다. 《인터넷주소자원에 관한 법률》에 따라 한국인터넷진흥원에 의해 관리된다.

## 도메인 일람

### 등록 가능한 도메인
| 2단계 도메인 | 영역                    | 등록 자격                              |
| ------------ | ----------------------- | -------------------------------------- |
| co.kr        | 영리                    | 기관 또는 개인                         |
| ne.kr        | 네트워크                | 기관 또는 개인                         |
| or.kr        | 비영리                  | 기관 또는 개인                         |
| re.kr        | 연구                    | 기관 또는 개인                         |
| pe.kr        | 개인                    | 개인                                   |
| go.kr        | 정부 기관               | 행정 기관/입법 기관/사법 기관          |
| mil.kr       | 국방 조직               | 국방 조직                              |
| ac.kr        | 대학/대학원             | 전문대학을 포함                        |
| hs.kr        | 고등학교                | 고등학교, 고등기술학교                 |
| ms.kr        | 중학교                  | 중학교, 고등공민학교                   |
| es.kr        | 초등학교                | 초등학교, 공민학교                     |
| sc.kr        | 기타 학교               | 기타 교육, 훈련 기관                   |
| kg.kr        | 유치원                  | 유치원                                 |
| seoul.kr     | 서울특별시              | 해당 지역에 연고가 있는 기관 또는 개인 |
| busan.kr     | 부산광역시              | 해당 지역에 연고가 있는 기관 또는 개인 |
| daegu.kr     | 대구광역시              | 해당 지역에 연고가 있는 기관 또는 개인 |
| incheon.kr   | 인천광역시              | 해당 지역에 연고가 있는 기관 또는 개인 |
| gwangju.kr   | 광주광역시              | 해당 지역에 연고가 있는 기관 또는 개인 |
| daejeon.kr   | 대전광역시              | 해당 지역에 연고가 있는 기관 또는 개인 |
| ulsan.kr     | 울산광역시              | 해당 지역에 연고가 있는 기관 또는 개인 |
| gyeonggi.kr  | 경기도                  | 해당 지역에 연고가 있는 기관 또는 개인 |
| gangwon.kr   | 강원도                  | 해당 지역에 연고가 있는 기관 또는 개인 |
| chungbuk.kr  | 충청북도                | 해당 지역에 연고가 있는 기관 또는 개인 |
| chungnam.kr  | 충청남도/세종특별자치시 | 해당 지역에 연고가 있는 기관 또는 개인 |
| jeonbuk.kr   | 전라북도                | 해당 지역에 연고가 있는 기관 또는 개인 |
| jeonnam.kr   | 전라남도                | 해당 지역에 연고가 있는 기관 또는 개인 |
| gyeongbuk.kr | 경상북도                | 해당 지역에 연고가 있는 기관 또는 개인 |
| gyeongnam.kr | 경상남도                | 해당 지역에 연고가 있는 기관 또는 개인 |
| jeju.kr      | 제주특별자치도          | 해당 지역에 연고가 있는 기관 또는 개인 |
| 한글.kr      | 제한 없음               | 기관 또는 개인                         |

### 등록할 수 없는 도메인
| 2단계 도메인 | 영역       | 등록할 수 없는 사유                |
| ------------ | ---------- | ---------------------------------- |
| pusan.kr     | 부산광역시 | 국어의 로마자 표기법 도입으로 인함 |
| inchon.kr    | 인천광역시 | 국어의 로마자 표기법 도입으로 인함 |
| taegu.kr     | 대구광역시 | 국어의 로마자 표기법 도입으로 인함 |
| kwangju.kr   | 광주광역시 | 국어의 로마자 표기법 도입으로 인함 |
| taejon.kr    | 대전광역시 | 국어의 로마자 표기법 도입으로 인함 |
| kyonggi.kr   | 경기도     | 국어의 로마자 표기법 도입으로 인함 |
| kangwon.kr   | 강원도     | 국어의 로마자 표기법 도입으로 인함 |
| chonbuk.kr   | 전라북도   | 국어의 로마자 표기법 도입으로 인함 |
| chonnam.kr   | 전라남도   | 국어의 로마자 표기법 도입으로 인함 |
| kyongbuk.kr  | 경상북도   | 국어의 로마자 표기법 도입으로 인함 |
| kyongnam.kr  | 경상남도   | 국어의 로마자 표기법 도입으로 인함 |
| cheju.kr     | 제주도     | 국어의 로마자 표기법 도입으로 인함 |
| nm.kr        | 네트워크   | ne.kr 사용으로 등록이 제한됨       |

## 기타

### 2단계 도메인
한국인터넷진흥원에서는, 영문.kr(예: korea.kr) 형식의 2단계 도메인의 신청도 받고있지만 등록 실적은 저조하다.

### (한글).kr
2차 도메인으로 한글을 사용할 수 있게 되었다. 도메인 이름 중에 1글자 이상의 한글만 포함되어 있으면 된다.

### .한국 국가 도메인
한국인터넷진흥원에서는 한글로 된 .한국 국가 도메인을 만들었는데, 이 국가 도메인은 한글로만 입력이 가능하다.

## 같이 보기
- .한국
- 대한민국의 인터넷